# Hermann Gottschewski
Hermann Gottschewski (* 22. März 1963 in Freiburg im Breisgau) ist ein deutscher Musikwissenschaftler, Komponist und Hochschullehrer.

## Werdegang
Gottschewski studierte Klavier bei Jürgen Klodt und Edith Picht-Axenfeld an der Hochschule für Musik Freiburg, wo er 1986 mit einem Diplom abschloss. Danach studierte er Musikwissenschaft, Japanologie und Mathematik an der Albert-Ludwigs-Universität Freiburg und wurde dort 1993 zum Dr. phil. promoviert. Er habilitierte sich 2000 in Musikwissenschaft an der Humboldt-Universität Berlin. Nach Assistentenstellen an den Musikwissenschaftlichen Seminaren in Freiburg und Berlin und einem Heisenberg-Stipendium war Gottschewski seit 2004 außerordentlicher Professor für Musikwissenschaft im Studiengang für Vergleichende Literatur- und Kulturwissenschaft an der Universität Tokyo. 2015 wurde er zum ordentlichen Professor an derselben Einrichtung ernannt.
Neben seiner Dissertation über die frühen Aufnahmen für das Reproduktionsklavier Welte-Mignon veröffentlichte Gottschewski Aufsätze und Buchbeiträge in deutscher, englischer und japanischer Sprache zur Theorie, Geschichte und Analyse der musikalischen Interpretation, Geschichte der Musiktheorie und der musikalischen Analyse sowie zur neueren japanischen Musikgeschichte (Schwerpunkt 1880–1930).
2007 erschien in japanischer Sprache Chi no enkinhō (知の遠近法, dt. „Die Perspektive des Wissens“), 2015 das gemeinsam mit Masato Sakurai und Hiroshi Yasuda verfasste Buch "Aogeba tōtoshi. Maboroshino genkyoku hakkento Shōgakkō shōkashūno zenkiseki" (仰げば尊し  幻の原曲発見と『小学唱歌集』全軌跡, dt. „Aogeba tōtoshi. Die Entdeckung des mysteriösen Ursprungs dieses Liedes und die vollständigen Spuren der Lieder für die Grundschule.“).
Daneben ist Gottschewski als Komponist aktiv. Er interessiert sich „besonders für die Lösung konkreter, selbst gestellter Aufgaben, die oft mit einem mathematischen Problem verbunden sind.“ Aufgeführt wurden mehrere seiner Kompositionen und Bearbeitungen bei Veranstaltungen der Interessengemeinschaft Freiburger Komponisten, deren Mitglied Gottschewski ist.

## Schriften (Auswahl)
- Die Interpretation als Kunstwerk: musikalische Zeitgestaltung und ihre Analyse am Beispiel von Welte-Mignon-Klavieraufnahmen aus dem Jahre 1905. Laaber: Laaber-Verlag 1993. ISBN 3-89007-309-3.
- Hermann Danuser, Hermann Gottschewski (Hrsg.): Amerikanismus – Americanism – Weill. Die Suche nach kultureller Identität in der Moderne. Schliengen: Ed. Argus 2003. ISBN 3-931264-23-8.
- Der Entwurf einer Klangrede: Ciceros orator und die Entstehung der musikalischen Klassik aus dem Geist der Rhetorik. In: Entwerfen und Entwurf. Praxis und Theorie des künstlerischen Schaffensprozesses, hrsg. von Gundel Mattenklott. Berlin: Reimer 2003, S. 87–105. ISBN 3-496-01277-3.